# Arsjavskyjpalatset
Arsjavskyjpalatset, även Den gråtande änkans hus och Den besvikna änkans hus (ukrainska Особняк Аршавського respektive Дім вдови, що плаче och Дім невтішної вдови), är en byggnad i Kiev i Ukraina. Den uppfördes 1907 och ligger på Luterangatan i Ukrainas regeringskvarter.

## Historik
Huset byggdes 1907 i tidig jugendstil av arkitekten Eduard Bradtman. Beställare var Serhij Arsjavskyj, en rik köpman från Poltava. För att finansiera byggnationen hyrde han ut tredje våningen under tre år. Han hade sedan kvar huset ytterligare tre år men kostnaderna var för stora och han sålde det 1913 till en annan köpman, Tevje Mojsejovytj Apsjtein. Apsjtein dog 1917 och därefter bodde hans änka och sonens familj i huset.
I samband med ryska revolutionen, när Ukraina blev en Sovjetrepublik,  förstatligades byggnaden. Den låg i närheten av regeringskvarteren och  togs över av internationella gruppen för Sovjets kommunistiska parti.
Efter Ukrainas självständighet 1991 blev byggnaden presidentens, och är den minsta av tre byggnader presidenten förfogar över. Det renoverades 1997 och används som representationsvåning för utländska statsbesök.

## Namnen
Byggnaden har behållit sin första ägares namn, men även fått smeknamnen Den gråtande änkans hus eller Den besvikna änkans hus.
Enligt traditionen bodde här en sörjande eller sviken änka, men namnet kommer från en maskaron i form av ett kvinnoansikte på ena husgaveln. När det regnar menar man att vattnet som rinner över hennes ansikte ser ut som tårar.